# Agustín de Zárate

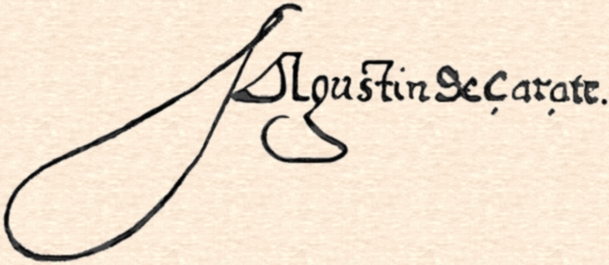
Firma originale di Agustin de Zarate

Agustín de Zárate (Valladolid, 1514 – 1560) è stato uno storico spagnolo.

## Origini
Nacque in Valladolid nel 1514 in una illustre famiglia. Suo padre, don Diego López de León era “alguacil mayor ” dell'Inquisizione di Cuenca e “receptor ” di quella di Granada. Sua madre era una dama di nobile ascendenza, Doña Jerónima de Zárate. Agustìn, per ragioni rimaste ignote assunse il nome materno di Zárate che avrebbe conservato per tutta la vita. Questa sua stravaganza ha creato seri problemi agli storici moderni, ma una dichiarazione della vedova di suo fratello, ritrovata recentemente ha definitivamente chiarito questa supposta discordanza.
Tra i suoi fratelli annoverava un cattedratico dell'università di Valladolid, Alonso Ondegardo e il futuro investigatore di antichità incaiche, Polo de Ondegardo. Le sue sorelle erano invece nobilmente accasate.
Agustìn de Zarate ricevette una educazione consona alle tradizioni di famiglia e, entrato nella carriera amministrativa, ricevette nel 1543 l'ambito titolo di “contador de mercedes “ per il vicereame del Perù.
Era ovviamente necessario trasferirsi nella colonia del Nuovo Mondo, cosa che Zarate fece nel novembre dello stesso anno per giungere a Tumbez nel marzo del 1544. Aveva viaggiato al seguito del nuovo viceré Blasco Núñez Vela e lo accompagnava il fratello Polo de Ondegardo.

## Nel Nuovo Mondo
I suoi esordi nel Nuovo Mondo non furono promettenti perché si trovò catapultato nel bel mezzo della guerra civile scatenata da Gonzalo Pizarro che si era autonominato governatore del Perù. Zárate fedele al partito governativo si trovò a fronteggiare le ambizioni dei rivoltosi. Incaricato della delicata missione di trovare un accomodamento con gli insorti, rischiò di perdere la vita per le intemperanze di Francisco de Carbajal, il “diavolo delle Ande”,  comandante dell'esercito ribelle che non vedeva di buon occhio un cronista che avrebbe potuto registrare le sue gesta.
Fu giocoforza, per Zárate, destreggiarsi in quelle difficoltà e nascondere i suoi veri sentimenti per poter riguadagnare il campo governativo, ma la sua avventura avrebbe lasciato delle tracce, perché, una volta ritornato in patria, fu inquisito e dovette discolparsi dall'accusa di tradimento.

## Produzione letteraria
Comunque la sua buona fede fu riconosciuta dallo stesso sovrano Carlo V che, anzi, gli commissionò l'incarico di redigere una storia sulla scoperta e la conquista del Perù, nel mentre lo incaricava di alte mansioni di governo nei Paesi Bassi.
Agustín de Zárate si mise subito all'opera e, in capo a pochi anni venne pubblicata la sua “Historia del descubrimiento y conquista de la provincia del Perù”, uscita in Anversa, dove l'autore si era trasferito, nel 1555.
In essa sono narrati principalmente i fatti di cui Zárate è stato protagonista ed è rilevante soprattutto per le vicende della guerra civile che esamina fino alla morte di Gonzalo Pizarro. Nei primi capitoli riassume, però, anche la storia della conquista vera e propria, che l'autore apprese da un partecipante alla lontana impresa, un conquistador di nome Lozano.
Anche la storia originaria degli Inca vi è, in qualche modo adombrata, a riprova che Zárate, pur occupato da contingenti preoccupazioni belliche, aveva trovato il tempo di interrogare gli indigeni e di informarsi sulle loro origini.
Agustín de Zárate era un elegante scrittore, colto ed erudito e la sua prosa è quanto di meglio la produzione letteraria dell'epoca abbia creato.
Non sono noti i particolari della sua morte che avvenne comunque intorno al 1560.

## Edizioni
- Historia del descubrimiento y conquista de la provincia del Perú y de las cosas señaladas en ella acaecidas hasta el vencimiento de Gonzalo Pizarro y de sus seguaces, que en ella se rebelaron contra su majestad por Agostín de Zárate contador de mercedes de la majestad césarea.
  - in Barcia (Historiadores primitivos de las India Occidentales, Tomo III, Pagg. 1-176) Madrid 1749
  - in Bibl. Aut. Esp. (Tomo XXVI, Pagg. 459-574) Madrid 1947